# Bandeira da Frísia (província)

Rácio: de jure 9:13; de facto 2:3.

A bandeira Frísia (Holandês: Friese vlag ou vlag van Friesland), é a bandeira oficial da província Holandesa da Frísia.
Consiste de quatro faixas azuis e quatro faixas brancas diagonais; nas faixas brancas contam-se no total quatro Pompeblêden vermelhas, folhas de nenúfar amarelo em forma de coração. As camisolas da equipa de futebol do SC Heerenveen  e do Blauhúster Dakkapel baseiam-se nesta bandeira.

## Simbolismo

Bandeira de Ommelanden

Bandeira Pan-Frísia proposta pela Groep fan Auwerk

As sete pompeblêden vermelhas são uma menção aos "países marítimos" Frísios da Idade Média: regiões independentes ao longo da costa de Alkmaar até Weser que eram aliados contra os viquingues. Nunca houve exactamente sete governantes distintos, mas o número sete tem a conotação "muitos". Algumas fontes afirmam, no entanto, que houve sete terras Frísias: West Friesland, Westergoa, Eastergoa, Hunsingo, Fivelingo, Emsingo e Jeverland.
As pompeblêden são utilizadas noutras bandeiras relacionadas, tal como a bandeira de Ommelanden na vizinha Província de Groningen, uma área historicamente Frísia, e numa bandeira Pan-Frísia proposta pela Groep fan Auwerk.

## História

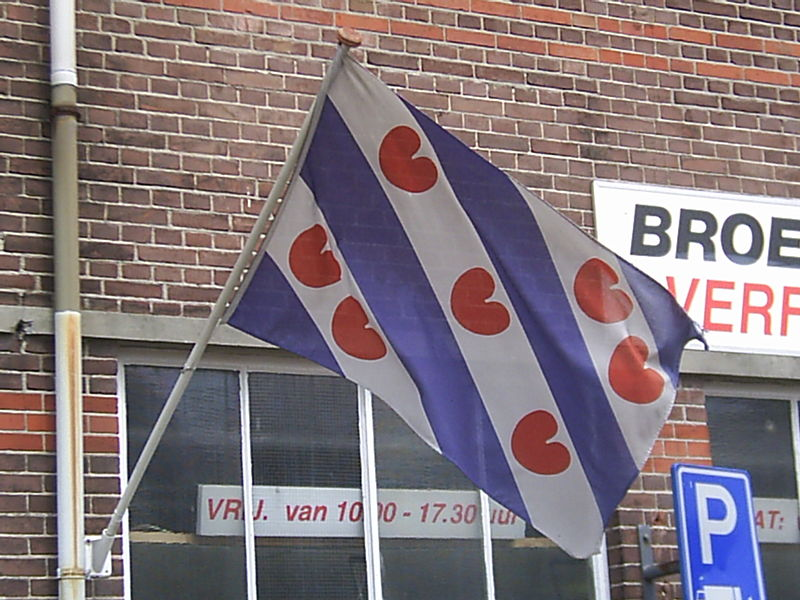

Desde o século XI que é conhecido um brasão de armas com pompeblêdden. Provas disso encontram-se nos versos do Gudrunlied (um poema épico em Alto Alemão Médio). Por volta de 1200, brasões Escandinavos apresentavam bastantes evidências de nenúfares e corações, frequentemente em combinação com leões.
Livros de heráldica do Século XV mostram que dois armoriais eram derivados dos antecedentes: um brasão com leões e sete pompeblêdden transformadas em blocos, e outro como sendo as armas com as agora conhecidas faixas e nenúfares.